# IFA 1318
| IFA 1318             | IFA 1318                        |
| IFA 1318             | IFA 1318                        |
| -------------------- | ------------------------------- |
| Hersteller:          | VEB Automobilwerke Ludwigsfelde |
| Produktionszeitraum: | 1990                            |
| Vorgängermodell:     | IFA L60                         |
| Nachfolgemodell:     | kein Nachfolger                 |

Der IFA 1318 war ein Prototyp des VEB Automobilwerke Ludwigsfelde, der die Lkw W50 und L60 ablösen sollte.

## Geschichte
Auf Grundlage eines Vorvertrages (Memorandum of Understanding) verkündeten die Automobilwerke Ludwigsfelde im Frühjahr 1990 eine strategische Partnerschaft mit Daimler-Benz. Daraus resultierend sollte ein neuer Fahrzeugtyp mit der Bezeichnung IFA 1318 entwickelt werden. Das Fahrerhaus sollte Daimler liefern (Mercedes-Benz LK), Chassis, Motor und Getriebe waren weiterentwickelte Komponenten aus dem L60 von einheimischen Zulieferern wie dem VEB Motorenwerk Nordhausen oder dem VEB Getriebewerk Brandenburg.
Bereits am 3. Mai 1990 wurde der Prototyp im IFA-Werk vorgestellt, im Beisein des damaligen Mercedes-Chefs Werner Niefer.
Kurze Zeit später, am 18. Juli 1990, teilte der Generaldirektor des IFA-Kombinats auf einer Sitzung in Ludwigsfelde jedoch mit, dass Daimler sich nicht mehr an die Vereinbarungen gebunden fühle.
Der Markt für „DDR-Produkte“ war zwischenzeitlich dramatisch zusammengebrochen. Untersuchungen bei Mercedes hatten zudem  gezeigt, dass auch langfristig keine Hoffnung bestand, durch Rationalisierungen den LKW kostendeckend fertigen zu können. Stattdessen kündigte  Mercedes für Ludwigsfelde die bewährten T 2 und LK zur Produktion an. Mit dem LK hatte Mercedes bereits seit 1983 ein vergleichbares, vielseitigeres und sehr erfolgreiches Modell im Programm.

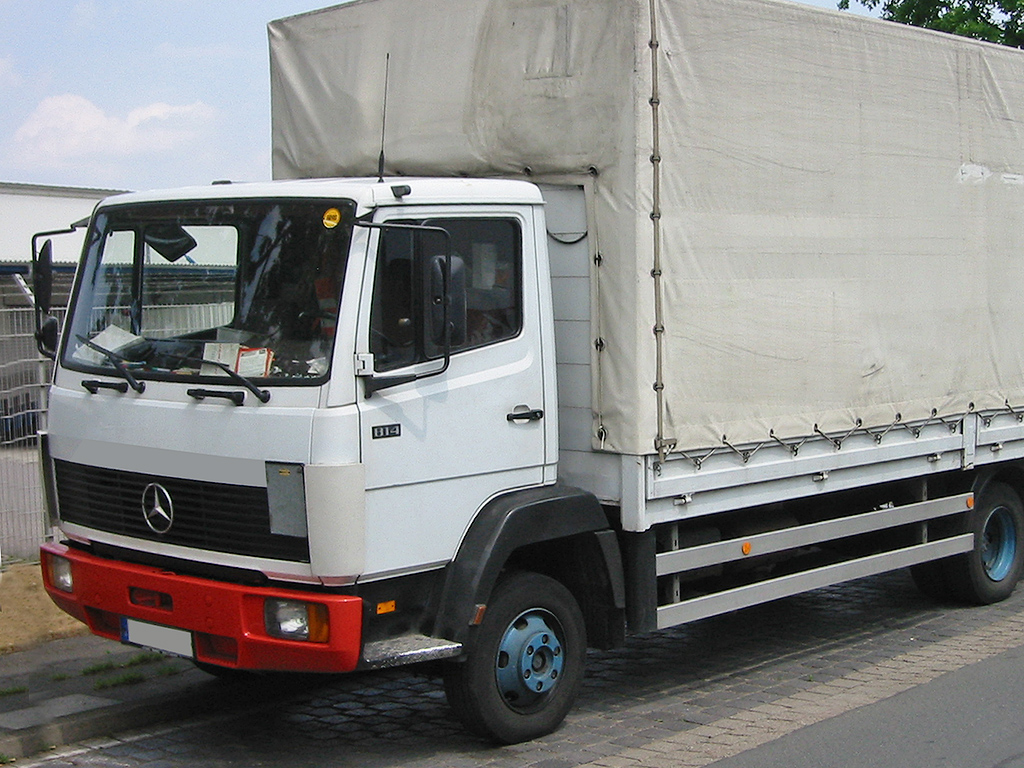
Zum Vergleich: der Mercedes-Benz LK